# Бассо Риччи, Альберто
Альберто Бассо Риччи (итал. Alberto Basso Ricci; родился 29 июня 2004 года) — итальянский футболист, нападающий клуба «Кремонезе».

## Карьера
Альберто Бассо Риччи — воспитанник «Кремонезе». За клуб дебютировал 23 апреля 2023 года в 31-м туре в матче против «Удинезе», выйдя на замену на 75-й минуте.